# توماس سميث (عسكري)
توماس سميث (بالإنجليزية: Thomas Smith)‏ هو عسكري أمريكي، (ولد في جزيرة أيرلندا في جمهورية أيرلندا 1856  م).